# Cause
Pour les articles homonymes, voir Cause (homonymie).
On entend généralement par cause d'un fait ce qui le produit ou du moins qui participe à sa production. En cas de cause complexe, on nomme facteurs les éléments qui y participent. Donner sa cause revient à rendre un fait intelligible en répondant à la question : « Pourquoi ce fait a-t-il lieu ? »
La donnée des causes peut être conçue comme l'« explication » du fait par excellence. Les notions de cause et causalité sont liées à celle de déterminisme.

## L'acausalité

### Hubert Reeves
Hubert Reeves cite quatre expériences de physique qui semblent mettre à mal la notion de cause, faire entrer « dans le monde acausal » :
- La désintégration des atomes : Le fait que les atomes se désintègrent spontanément (ou radioactivité), passant d'une vie à une demi-vie puis à de moins en moins de protons, est perçu comme une preuve d'acausalité. « Jusqu'ici nous sommes en pleine causalité. Une cause : la charge excessive, un effet : la cassure [de l'atome]. Mais si nous demandons pourquoi tel atome se casse en premier et tel atome ensuite, il semble bien que nous plongions dans l'acausalité. La très grande majorité des physiciens s'accordent aujourd'hui pour dire qu'il n'y a là aucune raison de quelque nature qu'elle soit […] Nous savons pourquoi les atomes éclatent, mais pas pourquoi ils éclatent à un instant donné. »
- Le paradoxe d'Einstein-Podolsky-Rosen : L'expérience E.P.R. (pour Einstein-Podolski-Rosen) dans lequel deux particules se comportent de manière coordonnée entre elles mais cependant aléatoire par rapport aux conditions initiales, alors que leurs positions leur interdisent de s'échanger des signaux (ou alors des signaux supraluminiques voire rétrochrones, selon les variantes de l'expérience) démontre en physique moderne l'incapacité de penser le monde de manière causale. Reeves pense ainsi que cette expérience montre l'existence d'un plan d'informations consistant en « une présence continuelle de toutes les particules dans tout le système, qui ne s'interrompt pas une fois qu'elle a été établie. […] Ce paradoxe trouve sa solution quand on reconnaît que la notion de localisation des propriétés n'est pas applicable à l'échelle atomique ».
- La lueur fossile : « Les atomes qui, il y a quinze milliards d'années, ont émis ce rayonnement étaient tous à la même température. (Pourtant), ces atomes n'avaient pas et n'avaient jamais eu de relations causales. »
- Le pendule de Foucault : « Si je lance le pendule dans la direction d'une galaxie lointaine bien déterminée, il gardera, par la suite, cette orientation. Plus précisément, si une galaxie lointaine se trouve au départ dans le plan d'oscillation, elle y restera. Tout se passe comme si le pendule en mouvement choisissait d'ignorer la présence, près de lui, de notre planète, pour orienter sa course sur les galaxies lointaines. Quelle est la force mystérieuse qui véhicule cette influence ? Le physicien Mach a proposé d'y voir une sorte d'action du « global » de l'univers sur le « local » du pendule. »